# سیلیسیم منوسولفید
سیلیسیم منوسولفید (به انگلیسی: Silicon monosulfide) یک ترکیب شیمیایی متشکل از یک اتم سیلیسیوم و یک اتم گوگرد با فرمول شیمیایی SiS است. مونوسولفید سیلیسیوم مولکولی است که در دمای بالا و در فاز گاز شناسایی شده‌است. این مولکول در فاز گازی، دارای طول پیوند سیلیسیوم-گوگرد (Si-C) برابر ۱۹۲٫۹۳ پیکومتر است که این مقدار کمتر از مقدار مربوط به طول پیوند متعارف سیلیسیوم-گوگرد (Si–C) برابر با ۲۱۶ پیکومتر و طول پیوند دوگانه سیلیسیوم-گوگرد (Si=C) در ترکیبات آلی-فلزی است. در گزارش‌های اولیه این ترکیب، به‌صورت یک جامد بی‌شکل زرد رنگ گزارش شده است.